# Acalypha sabulicola
Acalypha sabulicola é uma espécie de flor do gênero Acalypha, pertencente à família Euphorbiaceae.